# Parafia Świętych Apostołów Piotra i Pawła w Paniowach
Parafia św. Apostołów Piotra i Pawła – rzymskokatolicka parafia znajdująca się w Paniowach (sołectwo Mikołowa). Należy do dekanatu Mikołów.

## Historia powstania kościoła i parafii
Pierwsze udokumentowane wzmianki o kościele w Paniowach pochodzą z 1325 roku. W połowie XVIII wieku ze względu na zły stan techniczny obiekt rozebrano. Budowę nowego drewnianego kościoła w Paniowach rozpoczęto w 1757 roku, z fundacji Katarzyny Rozyny Bujakowskiej. Z poprzedniego starego kościoła przeniesiono: organy, chrzcielnicę, dzwony, ołtarze i obrazy. W kościółku znajdują się rzeźby św. Piotra i Pawła, Matki Boskiej, Chrystusa Ukrzyżowanego, św. Jana i obraz św. Augustyna.
Zabytkowy drewniany kościółek znajduje się na Szlaku Architektury Drewnianej województwa śląskiego

## Zasięg parafii
Do parafii należą wierni mieszkający w Paniowach (ulice: Darwina, Gliwicka, Graniczna, Grzybowa, Kąty, Łęgowa, Mała, Magnolii, Mokierska, Przelotowa, Rusinów, Solna, Starokościelna, Staromiejska, ks. H. Szymankiewicza, Tulipanów, Wolności, Zagrodowa, Zgody, Zrębowa i Żurawia).

## Duszpasterze

### Proboszczowie[1]
- ks. Antoni Plewnia (1924–1949)
- ks. Hubert Szymankiewicz (1949–1968)
- ks. Włodzimierz Dziubek
- ks. Jerzy Kolon
- ks. Bronisław Byrtek (1983–2002)
- ks. Franciszek Pyrek (2002–2024)
- ks. Piotr Grzegorz Płonka (od 2024)[2]

### Duchowni pochodzący z parafii
- ks. Maksymilian Siwoń – wyświęcony w 1934 roku
- ks. Józef Szołtysek – wyświęcony dnia 27.03.1937
- ks. bp Józef Kurpas – wyświęcony dnia 20.06.1937
- ks. Krystian Janko – wyświęcony dnia 15.04.1976

## Grupy parafialne
- Dzieci Maryi
- Ministranci
- Róże Różańcowe
- Tajemnice Różańca
- Caritas

## Kościoły i kaplice mszalne
- Kościół Świętych Apostołów Piotra i Pawła w Mikołowie-Paniowach

## Cmentarze
Przykościelny cmentarz parafialny przy ul. Staromiejskiej 91 w Mikołowie-Paniowach.